# 交口県
交口県（こうこう-けん）は中華人民共和国山西省呂梁市に位置する県。

## 歴史
1971年、隰県・孝義県・霊石県の3県の一部に新設された。

## 行政区画
- 鎮:水頭鎮、康城鎮、双池鎮、桃紅坡鎮、石口鎮、回竜鎮
- 郷:温泉郷